# 14072 Volterra
14072 Volterra là một tiểu hành tinh vành đai chính với chu kỳ quỹ đạo là 2052.0754035 ngày (5.62 năm).
Nó được phát hiện ngày 21 tháng 5 năm 1996.